# Ян I Очко из Влашима
Ян О́чко из Влашима (чеш. Jan Očko z Vlašimi; 1292, Влашим, Чешское королевство, Священная Римская империя — 14 января 1380, Прага, Священная Римская империя) — первый чешский кардинал. Архиепископ Оломоуца с 17 ноября 1351 по 23 августа 1364. Архиепископ Праги с 23 августа 1364 по 6 марта 1379. Кардинал-священник с титулом церкви Санти-XII-Апостоли с 18 сентября 1378.

## Биография
Происходил из рода Янковских из Влашима. Отцом будущего кардинала был Ян из Каменица, секретарь чешского короля Яна Слепого; братьями были Михаил из Влашима, бургграф замка Своянов, и Павел из Влашима, главный камергер.
В начале 40-х годов XIV века поступил на службу к маркграфу Моравии, впоследствии чешскому королю Карлу Люксембургскому. Исполнял обязанности нотариуса, капеллана и духовника. В 1342 году стал каноником Пражского капитула и капитула Святого Петра в Мельнике, капитула Святого Иоанна во Вроцлаве, коллегиального капитула Всех Святых в Пражском Граде и апостольским администратором Оломоуца. В 1344 году получил от римского папы диспенсацию, так как его родители не состояли в официальном браке на время его рождения.
В 1351 году он был избран архиепископом Оломоуца. В 1355 году с императором Карлом IV прибыл в Италию, где участвовал в его коронации. 12 июля 1364 года был номинирован в архиепископы Праги. В 1368 году был регентом чешского королевства. 13 марта 1356 года освятил церковь Святого Фомы в Брно, а 29 марта 1372 года — Эммаусский монастырь в Праге.
18 сентября 1378 года римский папа Урбан VI номинировал его в кардиналы. Он стал первым в истории кардиналом-чехом. 30 ноября 1378 года, на следующий день после смерти императора, отказался от кафедры, которую занял его племянник.
Он умер 14 января 1380 года. Его останки покоятся во Влашимской капелле в соборе Святого Вита. Надгробие из белого мрамора было вырезано в мастерской Петра Парлержа.